# Ордабаси (село)
Ордаба́си (каз. Ордабасы) — село у складі Ордабасинського району Туркестанської області Казахстану. Входить до складу Бадамського сільського округу.
Населення — 859 осіб (2021; 1129 у 2009, 1208 у 1999, 1132 у 1989).